# العلاقات الفلبينية الفنزويلية
العلاقات الفلبينية الفنزويلية هي العلاقات الثنائية التي تجمع بين الفلبين وفنزويلا.

## مقارنة بين البلدين
هذه مقارنة عامة ومرجعية للدولتين:
| وجه المقارنة                                              | الفلبين                       | فنزويلا                                  |
| --------------------------------------------------------- | ----------------------------- | ---------------------------------------- |
| المساحة (كم2)                                             | 343.45 ألف                    | 916.45 ألف                               |
| عدد السكان (نسمة)                                         | 104.92 مليون                  | 28.87 مليون                              |
| الكثافة السكانية (ن./كم²)                                 | 305.49                        | 31.5                                     |
| العاصمة                                                   | مانيلا                        | كاراكاس                                  |
| اللغة الرسمية                                             | اللغة الفلبينية، لغة إنجليزية | اللغة الإسبانية، لغة الإشارة الفنزويلية ‏ |
| العملة                                                    | بيسو فلبيني                   | بوليفار فنزويلي                          |
| الناتج المحلي الإجمالي (بليون دولار)                      | 313.60 مليار                  | 482.36 مليار                             |
| الناتج المحلي الإجمالي (تعادل القوة الشرائية) بليون دولار | 743.90 مليار                  |                                          |
| الناتج المحلي الإجمالي الاسمي للفرد دولار أمريكي          | 2.90 ألف                      |                                          |
| الناتج المحلي الإجمالي للفرد دولار أمريكي                 | 7.39 ألف                      |                                          |
| مؤشر التنمية البشرية                                      | 0.668                         | 0.762                                    |
| رمز المكالمات الدولي                                      | +63                           | +58                                      |
| رمز الإنترنت                                              | .ph                           | .ve                                      |
| المنطقة الزمنية                                           | توقيت الفلبين                 | 00                                       |

## منظمات دولية مشتركة
يشترك البلدان في عضوية مجموعة من المنظمات الدولية، منها:
| علم المنظمة | اسم المنظمة                        | تاريخ انضمام الفلبين | تاريخ انضمام فنزويلا |
| ----------- | ---------------------------------- | -------------------- | -------------------- |
|             | وكالة ضمان الاستثمار متعدد الأطراف | 8 فبراير 1994        | 9 مايو 1994          |
|             | منظمة الشرطة الجنائية الدولية      | ?                    | ?                    |
|             | منظمة حظر الأسلحة الكيميائية       | ?                    | ?                    |
|             | منظمة التجارة العالمية             | 1995                 | ?                    |
|             | البنك الدولي للإنشاء والتعمير      | 27 ديسمبر 1945       | 30 ديسمبر 1946       |
|             | الأمم المتحدة                      | 24 أكتوبر 1945       | 15 نوفمبر 1945       |
|             | مؤسسة التمويل الدولية              | 12 أغسطس 1957        | 28 ديسمبر 1956       |
|             | يونسكو                             | 21 نوفمبر 1946       | 25 نوفمبر 1946       |
|             | الاتحاد البريدي العالمي            | ?                    | ?                    |
|             | المنظمة الهيدروغرافية الدولية      | ?                    | ?                    |
|             | الاتحاد الدولي للاتصالات           | 25 مايو 1912         | 13 أغسطس 1920        |

## وصلات خارجية
- موقع وزارة الخارجية الفلبينية
- موقع وزارة الخارجية الفنزويلية